# Eagle River (Colorado River)
Der Eagle River (englisch für „Adler-Fluss“) ist ein etwa 97 km langer linker Nebenfluss des Colorado River im zentralen Teil des US-Bundesstaats Colorado.

## Flusslauf
Der Eagle River entsteht am Zusammenfluss seiner beiden Quellflüsse East Fork Eagle River (13,8 km lang, von rechts) und South Fork Eagle River (11,3 km lang, von links). Er fließt anfangs in überwiegend nordnordwestlicher Richtung durch die Rocky Mountains. Er passiert die Orte Red Cliff und Minturn. Der U.S. Highway 24 folgt dem Flusslauf. Bei Wolcott wendet sich der Fluss nach Westen. Hier mündet der Gore Creek von Osten in den Eagle River. Nun verlaufen die beiden Fernstraßen Interstate 70 und U.S. Highway 6 entlang dem Eagle River. Es folgt der Ort Eagle-Vail sowie die Kleinstädte Avon, Eagle und Gypsum. Bei Dotsero trifft der Colorado River von Norden kommend auf den Eagle River und nimmt dessen Wasser auf. Der Flusslauf des Eagle River liegt vollständig innerhalb des Eagle County. Im Oberlauf durchfließt der Eagle River einen Teil des White River National Forest. 

## Hydrologie
Der Fluss entwässert ein Areal von etwa 2450 km². Sein Abfluss beträgt in trockenen Jahren im Spätsommer lediglich 5,7 m³/s. Während des Frühjahrshochwassers liegen seine Abflusswerte bei 200 m³/s.

## Umweltprobleme
Von der in den 1980er Jahren stillgelegten Eagle Mine – zwischen Redcliff und Minaker gelegen – gelangte mit Schwermetallen belastetes Wasser in den Eagle River.

## Bilder

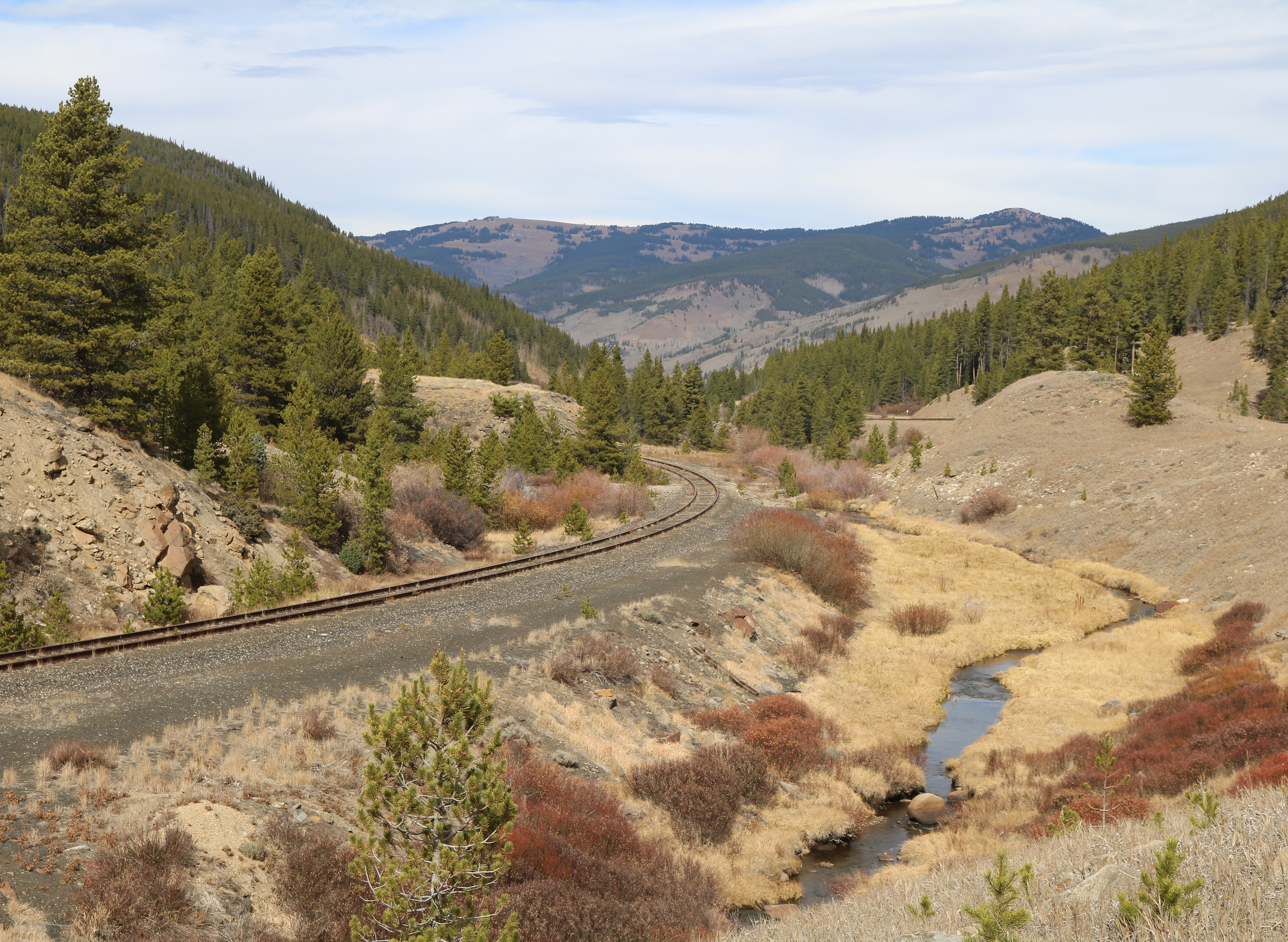
South Fork Eagle River
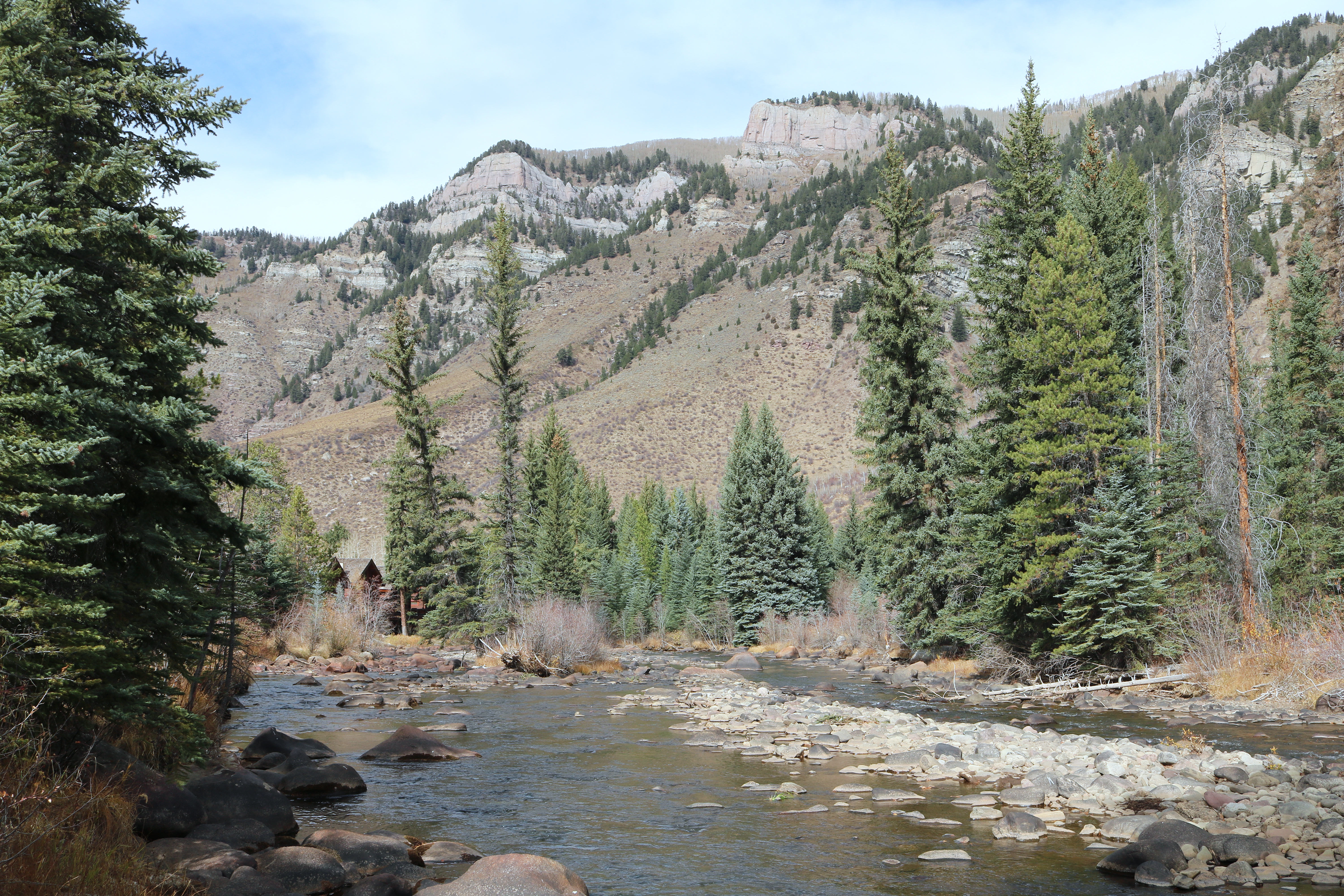
Eagle River bei Minturn
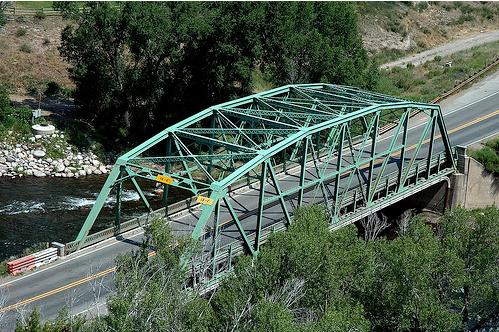
Brücke bei Eagle über den Eagle River
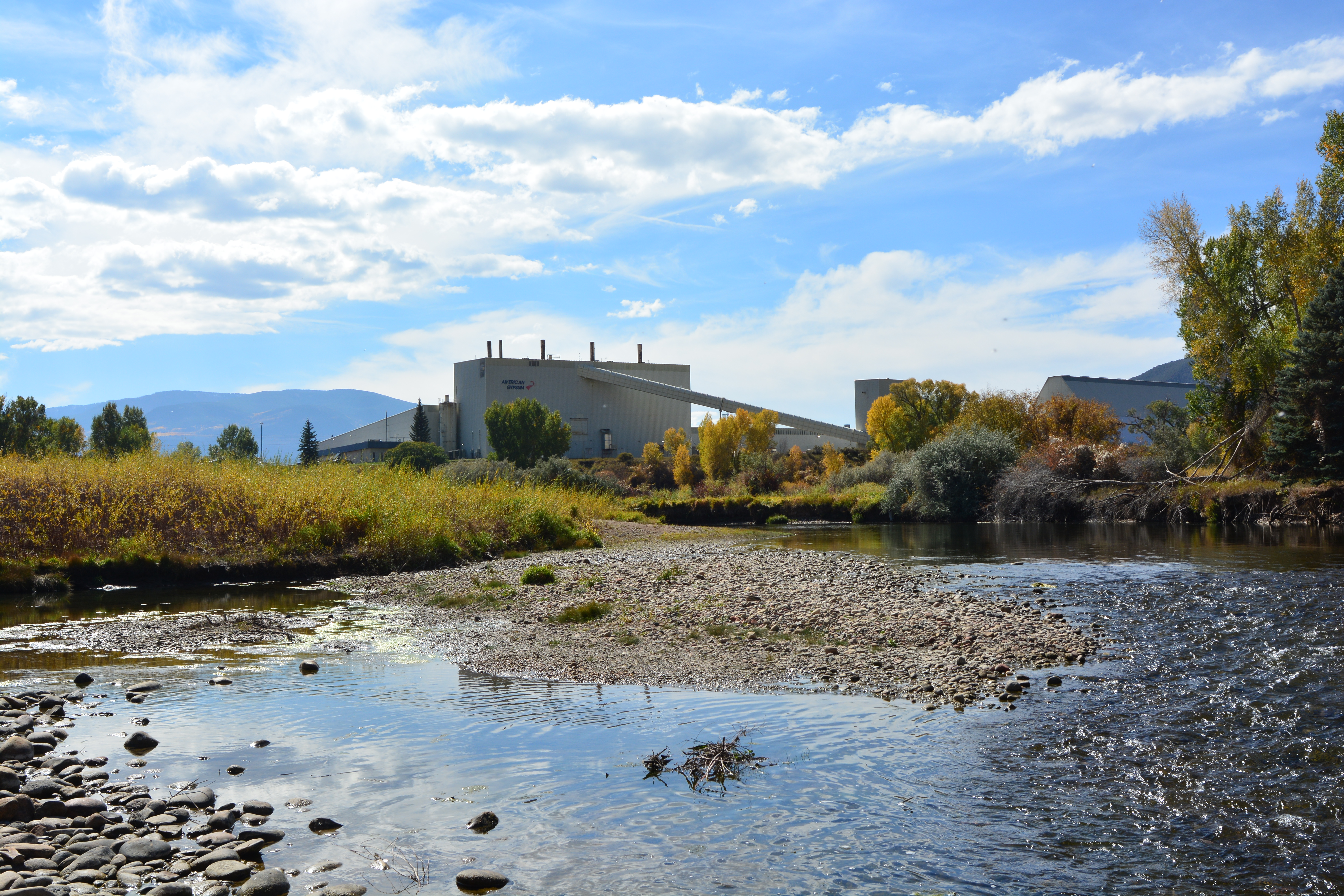
Eagle River bei Gypsum